# Spathius bellus
Spathius bellus är en stekelart som beskrevs av Chao 1957. Spathius bellus ingår i släktet Spathius och familjen bracksteklar. Inga underarter finns listade i Catalogue of Life.